# Tegueste II
Tegueste II (Tenerife, Siglo XV - ¿?, principios del siglo XVI) es el nombre dado por los historiadores al líder guanche que gobernaba el territorio homónimo durante la conquista de Tenerife en el siglo xv.
Para el poeta Antonio de Viana, Tegueste no era un menceyato, sino un señorío, por lo que este personaje no tenía el rango de mencey. No obstante, por los documentos contemporáneos a los hechos se sabe que, en efecto, Tegueste se contaba entre los menceyatos guanches.
Hay que destacar que muchos investigadores modernos consideran que el nombre, como antropónimo, fue inventado por Antonio de Viana para su obra La Conquista de Tenerife.
El término Tegueste ha sido traducido con el significado de 'húmeda'.

## Biografía
El historiador José de Viera y Clavijo refiere un episodio anterior a la conquista de la isla, donde el mencey Tegueste hace a su pariente Zebenzui mayoral de los ganados del menceyato, después de mostrarse arrepentido el Hidalgo Pobre por robar ante la magnanimidad que le había mostrado el mencey Bencomo.
En 1494, a la llegada de los conquistadores al mando de Alonso Fernández de Lugo, Tegueste se alió con el mencey Bencomo para rechazar la invasión, participando activamente en los enfrentamientos sucesivos. Viera y Clavijo refiere que, para la batalla de Aguere, el mencey llevó consigo unos 1.200 guerreros. Para este historiador, que sigue a Viana, Tegueste fue protagonista de una escaramuza conocida como Choque de Las Peñuelas. A principios de 1495 un grupo de soldados castellanos capitaneados por Gonzalo del Castillo y Fernando de Trujillo hicieron un asalto a La Laguna en busca de ganado. Allí una mujer guanche les informó de la epidemia que sufrían los guanches. Los conquistadores hicieron un reconocimiento por el valle de Tegueste, y se hicieron con un botín de ganado en el barranco de Tejina. Cuando volvían a La Laguna fueron cercados por Tegueste y Zebenzuí en el lugar conocido como Las Peñuelas, y allí fueron derrotados los conquistadores, siendo hecho prisionero Gonzalo del Castillo y enviado por Tegueste ante Bencomo de Taoro. Sin embargo, investigadores modernos dudan de la veracidad de este episodio.
En la primavera de 1496, tras las derrotas de Aguere y Acentejo y la pérdida de los principales menceyes guanches (Bencomo, Tinguaro y Bentor), Tegueste rindió su menceyato a los europeos en el acto de sumisión conocido como Paz de Los Realejos. Ese mismo año fue llevado a la península por el capitán conquistador junto a otros seis menceyes para ser presentados en la corte de los Reyes Católicos. No se conocen más datos sobre su destino, creyendo algunos historiadores que podría haber sido hecho esclavo al haber pertenecido a un bando de guerra, mientras que otros creen que, bajo el amparo de los monarcas, pudo quedar en libertad y bajo tutela, aunque lejos de la isla. También cabe la posibilidad que fuera el mencey que los Reyes Católicos regalaron a la República de Venecia en 1496.

### Nombre cristiano
Se desconoce el nombre que, ya bautizado, tomó el mencey Tegueste, aunque los genealogistas lo identifican con un Antonio o Antón de Tegueste.

### Familia y descendencia
Tegueste era descendiente de Tegueste I, hijo de Tinerfe el Grande, que a la muerte de este se hizo con el fértil valle que llevaría su nombre a finales del siglo xiv. Viana, por su cuenta, dice que Tegueste era hijo de Guahuco, bastardo de Tinerfe, mientras que Viera y Clavijo lo hace hijo directo del primer Tegueste y nieto, por tanto, de Tinerfe.
Se conoce por los documentos de la época a un don Juan de Tegueste, que según los investigadores debió ser pariente muy próximo del mencey. Este Juan de Tegueste tuvo por hijo a Juan Fernández, casado con Francisca de Sepúlveda, hija del mercader Francisco de Sepúlveda.
Antonio de Viana, en su poema, indica que Tegueste era hermano de Zebenzuí, y que estaba casado con Tegina, hija del mencey Acaimo de Tacoronte, con quien fue padre de Teguaco, que estuvo bajo la tutela del conquistador Guillén Castellano tras la conquista.
Juan Bethencourt Alfonso indica que Tegueste II se casó con Catalina Ramírez y Alfonso, y que tuvieron dos hijos: Tegues y Teguaco o Teguazo. Tras la conquista, sus hijos se bautizaron como Álvarez y Juan Teguazo respectivamente. Su padre dejó a este último con un tutor: el conquistador Guillén Castellano.